# Technologieträger
Unter einem Technologieträger versteht man ein physisches Objekt, das zusätzlich zu seinem eigentlichen, klassischen Nutzen noch mit moderner Technologie (i. d. R. Informations- und Kommunikationstechnologie) ausgestattet ist. Es wird damit zu einem „computerisierten“ oder „informatisierten“ Gegenstand.
Technologieträger können aus Komponenten aufgebaut sein, die wiederum selbst Technologieträger sind.
Alltagsgegenstände werden mit Mikroprozessoren und/oder neuer Technologie ausgestattet und somit entscheidend verbessert. Begleiten uns diese Gegenstände und werden sie somit allgegenwärtig, spricht man von Ubiquitous Computing.

## Beispiele
- Raumfahrzeuge waren und sind häufig Technologieträger für Computerisierung und Miniaturisierung
- Fahrzeuge sind Technologieträger für Bordcomputer, Navigationshilfe, Spurhilfeassistenten, Parkassistent, Abstandstempomat, Nachtsichtgeräte, Verkehrszeichenassistent usw.
- Stifte dienen als Technologieträger für Systeme der Handschrifterkennung.
- Kleidung dient als Technologieträger für Lösungen des Ubiquitous Computing/Wearable Computing.
- Pinzetten dienen als Technologieträger für Lösungen der Mechoptronik.